# Municipio de Portage (Minnesota)
El municipio de Portage (en inglés: Portage Township) es un municipio ubicado en el condado de St. Louis en el estado estadounidense de Minnesota. En el año 2010 tenía una población de 170 habitantes y una densidad poblacional de 0,46 personas por km².

## Geografía
El municipio de Portage se encuentra ubicado en las coordenadas 48°7′13″N 92°38′22″O / 48.12028, -92.63944. Según la Oficina del Censo de los Estados Unidos, el municipio tiene una superficie total de 370.56 km², de la cual 357,98 km² corresponden a tierra firme y (3,39 %) 12,58 km² es agua.

## Demografía
Según el censo de 2010, había 170 personas residiendo en el municipio de Portage. La densidad de población era de 0,46 hab./km². De los 170 habitantes, el municipio de Portage estaba compuesto por el 95,29 % blancos, el 3,53 % eran amerindios y el 1,18 % eran de una mezcla de razas. Del total de la población el 0 % eran hispanos o latinos de cualquier raza.